# Vườn thực vật Hebert

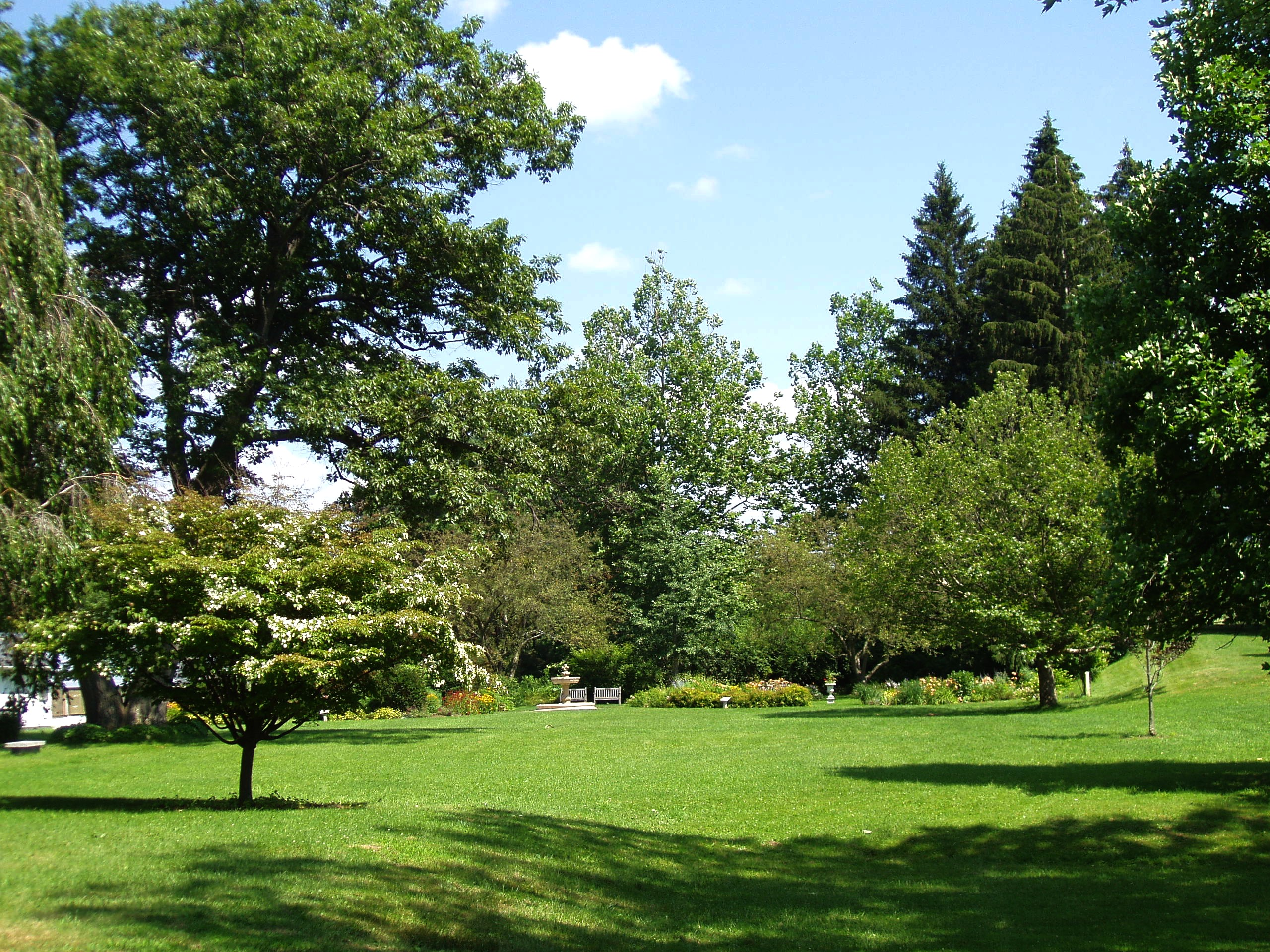
Vườn thực vật Hebert

Vườn thực vật Hebert (tên tiếng Anh Hebert Arboretum) là một vườn thực vật mới tại công viên Springside, Pittsfield, Massachusetts, Hoa Kỳ . Vườn thực vật này trưng bày một bộ sưu tập đa dạng các cây và các loài thực vật khác trong khung cảnh tự nhiên của chúng.
Hebert được chính thức thành lập vào năm 1999 , 9 năm sau khi Vincent Hebert - quản lý các công viên Pittsfield - đề nghị có một vườn thực vật tại công viên Springside. Năm 2000, học sinh Trường Thiết kế Cảnh quan Conway tại Conway, Massachusetts làm việc với Ban quản lý Vườn thực vật trong dự án xây lại vùng phía tây nam của vườn.